# Johann Friedrich von Mohr
Johann Friedrich von Mohr (Semplin, 18 luglio 1765 – Venezia, 13 febbraio 1847) è stato un generale austriaco.

## Biografia
Figlio di Karl Christoph Gottlob von Mohr (23 settembre 1729 - 14 marzo 1782), tenente colonnello dell'esercito imperiale, e di sua moglie Luise Friederike von Oebschelwitz, l'11 agosto 1779 suo padre aveva ricevuto il titolo di barone.
Johann Friedrich si unì al 30º reggimento di cavalleria austriaco nel 1785 e nel 1789 venne promosso tenente durante la guerra austro-turca. Col grado di maggiore prestò servizio come aiutante del feldmaresciallo Dagobert Sigmund von Wurmser nelle campagne del 1795 sul Reno e del 1797 in Italia. Nella campagna del 1799/1800 combatté come tenente colonnello nel 4º reggimento ussari di Vecsey nella prima battaglia di Stockach, dove rimase ferito. Dopo la sua promozione a colonnello, venne impiegato nella battaglia di Hohenlinden.
Nel 1804 ottenne il comando del suo reggimento, col quale si distinse nella battaglia di Austerlitz. Maggiore Generale dal 1808, comandò un distaccamento del 7º corpo d'armata sotto l'arciduca Ferdinando Carlo durante la guerra della quinta coalizione quando si incuneò nel Ducato di Varsavia sulla riva destra della Vistola. Avrebbe dovuto occupare Praga dopo aver preso Varsavia, ma venne sconfitto a Grochow e la stessa capitale polacca venne evacuata il 2 giugno. Successivamente Mohr combatté gli insorti polacchi al fianco del generale Adam Albert von Neipperg nell'area intorno a Radom sino a quando anche questa zona dovette essere abbandonata a causa della ritirata generale.
Nella campagna di Russia di Napoleone nel 1812 comandò la 2ª brigata della 3ª divisione sotto il feldmaresciallo Schwarzenberg. Col grado di feldmaresciallo luogotenente, assunse il comando della 4ª divisione nell'estate del 1813 e fu ferito nella battaglia di Lipsia.
Solo nella primavera del 1815 Mohr poté essere impiegato nella campagna contro l'esercito di Gioacchino Murat in Italia. Nella decisiva battaglia di Tolentino del 2 maggio comandò il centro e l'ala sinistra austriaci. Mohr firmò l'armistizio come vincitore e rimase a capo di un corpo di 16.000 uomini per assicurare il regno delle Due Sicilie a re Ferdinando I, rimanendovi sino al 1824. Dal 1825 al 1827 fu comandante della città e della piazzaforte di Venezia, passando poi sino al 1830 come comandante generale in Transilvania. Divenne quindi generale di cavalleria e vicepresidente del consiglio di guerra sino al 1831, terminando la propria carriera nel 1836 come capo della sezione militare del Consiglio di Stato austriaco.
Si ritirò quindi a Venezia dove morì nel 1847.

## Matrimonio e figli
Il 18 marzo 1798 sposò la baronessa Sophie Friederike von Bibra-Schwebheim (9 maggio 1776-?). La coppia ebbe insieme una figlia:
- Aloisia Karolina (10 gennaio 1799-?), sposò il 13 giugno 1825 il barone Justus von De Fin, ciambellano e maggiore dell'esercito imperiale.